# Alan McDonald
Alan McDonald (Belfast, 12 ottobre 1963 – Lisburn, 23 giugno 2012) è stato un calciatore e allenatore di calcio nordirlandese, di ruolo difensore.

## Palmarès

### Allenatore

#### Competizioni nazionali
- IFA Premiership: 1

Glentoran: 2008-2009
- Irish Football League Cup: 1

Glentoran: 2009-2010